# 錢煦
錢煦（1931年6月23日—），美籍华裔生理學家和生物工程師，也是中國國民黨籍前監察院長錢復的胞兄。今於美國加州大學聖地牙哥分校惠特克生物醫學工程研究院（Whitaker Institute of Biomedical Engineering, UCSD）任職院長，兼任中華民國中央研究院院士、美国生物医学协会主席、中国科学院外籍院士。

## 生平
生於中華民國北平市，籍貫浙江省杭州市，在上海長大，因國共內戰，1949年與家人遷居台灣。1953年畢業於國立臺灣大學，次年赴美深造。1957年與胡匡政結婚。1976年當選第11屆中央研究院院士。 
2006年6月下旬，錢煦獲美国文理科学院院士證書，集全美四大院——美國科學院、美国国家工程院、美国国家医学院、美国文理科学院之院士於一身的殊榮。今時僅六名科學家获此四院院士的證書，其中四人已告老退休，錢煦先生是目前兩位仍於任上的學者之一。2011年10月，獲得美國國家科學獎章。錢氏學術成就另外受到各種表揚榮典不計其數。
2009年十月，錢煦獲得國立陽明大學名譽工學博士學位。2011年，钱煦获华中科技大学名誉博士学位。

## 家庭
錢煦的祖父錢鴻業曾任中華民國大法官；父親錢思亮曾任北京大學化學系主任、國立台灣大學校長、中華民國中央研究院院長。長兄錢純曾任中華民國中央銀行副總裁、財政部部長、行政院秘書長；幼弟錢復曾任中華民國駐美代表、經濟建設委員會主任委員、外交部部長、國民大會議長、監察院院長，皆歷任台灣政學界要職。

## 外部連結
- 加大聖地牙哥分校惠氏生醫工研院院長錢煦小檔案 （页面存档备份，存于）
- 錢煦：動脈為何硬化 謎底將解 （页面存档备份，存于）
- 錢煦：政府應找出指標性生技產業 助培人才